# تل أسود (المالكية)
تل أسود قرية سورية تتبع ناحية المعبدة في منطقة المالكية التابعة لمحافظة الحسكة. بلغ عدد سكانها 725 نسمة عام 2004. تقع على بعد 12 كم تقريبا إلى الجنوب الغربي من مدينة المالكية.